# Сырмак
Сырма́к (каз. Сырмақ, Syrmaq) — узорчатый войлочный казахский ковёр. Сырмак изготовляется из отдельных кусков войлока разных цветов (обычно чёрного и белого) так называемой техникой мозаики: узор врезается в фон вровень с его поверхностью; эта композиция накладывается на другой войлок и простёгивается, а затем прошивается цветным шнуром по контуру узора.
Сырмак — один из главных предметов убранства казахского народного жилища — юрты.